# Tridactyle armeniaca
Tridactyle armeniaca är en orkidéart som först beskrevs av John Lindley, och fick sitt nu gällande namn av Rudolf Schlechter. Tridactyle armeniaca ingår i släktet Tridactyle och familjen orkidéer. Inga underarter finns listade i Catalogue of Life.